# 多西拉敏
多西拉敏（英語：Doxylamine）以Unisom（優尼舒）等品牌於市面銷售，是種抗組織胺藥，用於治療失眠和過敏。它也與吡哆醇（維生素B6）結合使用，用於治療孕婦的孕吐。多西拉敏是非處方藥，夜間止咳藥（例如奈奎爾，NyQuil，也稱舒必利）以及含有乙醯氨酚和可待因的鎮痛藥中會含有此種成分，以幫助睡眠。該藥物透過口服的方式給藥。
使用多西拉敏的副作用有頭暈、嗜睡、昏沉和口乾等。此藥物是種抗組織胺藥，特別是組織胺中的組織胺H1受體拮抗劑，且在較小程度上是抗膽鹼劑，特別是毒蕈鹼型乙醯膽鹼受體 M1至毒蕈鹼型乙醯膽鹼受體M5的受體拮抗劑。它是最早一代的H1 拮抗劑，可穿過血腦屏障進入大腦，產生中樞神經系統介導的鎮靜和安眠作用。
多西拉敏於1948年或1949年首次受到描述。包括多西拉敏在內的幾種最早一代抗組織胺藥是目前全球最廣為使用的安眠藥物。它也是一種有效的抗膽鹼劑，表示在高劑量劑的情況下有致譫妄劑的作用。由於其鎮靜和致譫妄作用而有一些娛樂性用藥的案例。

## 醫療用途
多西拉敏可用於治療打噴嚏、流鼻水、流淚、蕁麻疹、皮疹、發癢和其他感冒或過敏症狀。也被用作短期治療失眠之用。

### 失眠
最早一代鎮靜用抗組織胺苯海拉明、多塞平、多西拉敏和撲爾敏是最受廣泛使用的預防和治療失眠的藥物。截至2004年，多西拉敏和苯海拉明（均為非處方藥）是最常用於短期治療失眠的藥物。美國睡眠醫學學會於2008年和2017年以"因相對缺乏療效和安全性數據"的理由而不建議使用非處方抗組織胺藥物以治療慢性失眠。學會的指南版本提出苯海拉明，卻沒明確包含或提及多西拉敏。於2015年對包括多西拉敏在內的非處方助眠劑進行的系統性回顧結果，幾乎沒證據顯示多西拉敏有治療失眠的效果。
於2022年發表的一項關於治療失眠藥物的重大系統性回顧與間接性網狀統合分析，發現多西拉敏與安慰劑治療失眠4週後的效應值（標準化平均差(SMD)）為0.47（95%置信區間，範圍0.06至0.89）。證據等級為中等。並無多西拉敏長期治療（3個月）方面的數據。用來與多西拉敏比較的兩種鎮靜藥物 - 多塞平和舒眠通（兩者均為三環抗抑鬱藥）與安慰劑治療失眠在4週時的效應值分別為0.30（95%置信區間，範圍–0.05至0.64 ）（證據品質非常低）和0.55（95%置信區間，範圍–0.11至1.21）（證據品質非常低）。
用於安眠的多西拉敏劑量範圍為5至50毫克，其中以25毫克最為常見。

### 孕吐
多西拉敏與維生素B6結合製成吡哆醇/多西拉敏（複方藥物），用於治療孕吐（因懷孕而導致的噁心和嘔吐）。它是美國食品藥物管理局FDA）唯一批准用於治療孕吐的藥物。

### 藥物形式
多西拉敏在醫學上以琥珀酸多西拉敏（多西拉敏的琥珀酸鹽）形式供應，可單獨使用（商品名Decapryn、Doxy-Sleep-Aid、Unisom），也可與吡哆醇（維生素B6的一種形式）聯合使用（商品名Bendectin、Bonjesta及Diclegis）。多西拉敏可單獨作為速釋口服錠劑使用（含有25毫克琥珀酸多西拉敏）。先前也有含12.5毫克琥珀酸多西拉敏的口服錠劑以及含有25毫克琥珀酸多西拉敏的口服膠囊，但已停產。多西拉敏和吡哆醇的組合以緩釋和延遲釋放口服片劑兩種形式提供，其中含有10至20毫克琥珀酸多西拉敏，及10至20毫克鹽酸吡哆醇。多西拉敏可用非處方藥形式購得，而多西拉敏與吡哆醇的複方劑則為處方藥。多西拉敏也存於非處方夜間止咳藥中，例如NyQuil Cold & Flu（含有乙醯氨酚、琥珀酸多西拉敏6.25至12.5毫克，以及右美沙芬（一種鎮咳藥物）），其中多西拉敏作鎮靜之用。

## 用藥禁忌
多西拉敏的懷孕分級（針對胎兒安全）為"A"（無風險證據）。

## 副作用
多西拉敏的副作用包括頭暈、嗜睡和口乾等。多西拉敏是一種強效抗膽鹼劑，具有此類藥物常見的副作用有視力模糊、口乾、便秘、共濟失調、尿瀦留、意識錯亂和譫妄。
由於多西拉敏的生物半衰期相對較長（10-12小時），用作安眠藥時，在第二天會出現的副作用有鎮靜、嗜睡、昏沉、口乾和疲倦。這可被描述為"宿醉效應"。苯海拉明比多西拉敏的生物半衰期為短（4-8小時），此方面會比多西拉敏較具安眠的優勢。
多西拉敏等抗組織胺藥最初作鎮靜用，但重複使用會產生耐受性，停藥後可能有反彈效應。
偶有使用多西拉敏導致昏迷和橫紋肌溶解症的案例報告。使用苯海拉明尚無此種報導。
對小家鼠和大鼠屬的多西拉敏致癌性研究，在肝癌和甲狀腺癌方面，特別是在小家鼠身上產生積極的結果。該藥物對人類的致癌性尚未得到充分研究，國際癌症研究機構將該藥物列為"無法將其對人類的致癌性進行分類"。
連續和/或累積使用抗膽鹼劑（包括最早一代抗組織胺，如多西拉敏）與老年人認知能力下降和失智症的風險較高有關聯。

## 過量
健康成年人服用多西拉敏通常不會產生安全問題。成人思覺失調症患者服用多西拉敏持續6個月，劑量高達1,600毫克/天，僅有微量毒性出現。對人的半數致死量 (LD50) 估計為 50–500毫克/公斤。過量服用的症狀可能包括口乾、瞳孔放大、失眠、夜驚、欣快感覺、幻覺、癲癇發作、橫紋肌溶解和死亡。有多西拉敏過量致死的報導。症狀特徵是昏迷、全身強直陣攣發作、癲癇發作和心搏停止。兒童出現心搏停止的風險似乎很高。有兒童因攝取超過1.8毫克/公斤而中毒的報導。一名3歲兒童在攝取1,000毫克琥珀酸多西拉敏，於18小時後死亡。在極少數情況下，服用過量會導致橫紋肌溶解和急性腎損傷。

## 藥理學

### 藥效學
| 發生所在                                                   | 結合親和力 (納摩爾) | 物種   | 參考文獻 |
| ---------------------------------------------------------- | ------------------- | ------ | -------- |
| 血清素轉運體                                               | >10,000             | 人類   | [ 38 ]   |
| 正腎上腺素轉運體                                           | >10,000             | 人類   | [ 38 ]   |
| 多巴胺轉運體                                               | >10,000             | 人類   | [ 38 ]   |
| 5-HT2A受體                                                 | >10,000             | 人類   | [ 38 ]   |
| 5-HT2C受體                                                 | >10,000             | 人類   | [ 38 ]   |
| Alpha-1B腎上腺能受體                                       | >10,000             | 人類   | [ 38 ]   |
| Alpha-2A腎上腺能受體                                       | >10,000             | 人類   | [ 38 ]   |
| Alpha-2B腎上腺能受體                                       | >10,000             | 人類   | [ 38 ]   |
| Alpha-2C腎上腺能受體                                       | >10,000             | 人類   | [ 38 ]   |
| 組織胺H1受體                                               | 42                  | 人類   | [ 38 ]   |
| 組織胺H2受體                                               | 無資料              | 無資料 | 無資料   |
| 組織胺H3受體                                               | >10,000             | 人類   | [ 38 ]   |
| 組織胺H4受體                                               | 無資料              | 無資料 | 無資料   |
| 乙醯膽鹼肌肽受體M1                                         | 490                 | 人類   | [ 38 ]   |
| 乙醯膽鹼肌肽受體M2                                         | 2,100               | 人類   | [ 38 ]   |
| 乙醯膽鹼肌肽受體M3                                         | 650                 | 人類   | [ 38 ]   |
| 乙醯膽鹼肌肽受體M4                                         | 380                 | 人類   | [ 38 ]   |
| 乙醯膽鹼肌肽受體M5                                         | 180                 | Human  | [ 38 ]   |
| 結合親和力(Fi)納摩爾（nM）的數值越小，表示結合親和力越強。 |                     |        |          |

多西拉敏主要作為組織胺H1受體的拮抗劑（即反向激動劑）。這種作用是其有抗組織胺和鎮靜特性的緣故。多西拉敏在較小程度上有毒蕈鹼乙醯膽鹼受體拮抗劑作用，高劑量使用會導致譫妄發生。

### 藥物動力學
多西拉敏以口服攝取時，生物利用度為24.7%，鼻腔給藥的生物利用度為70.8%。多西拉敏的最大血藥濃度（Tmax）為1.5至2.5小時。生物半衰期為10至12小時（範圍為7至15小時）。多西拉敏主要在肝臟中經由細胞色素P450酵素CYP2D6、CYP1A2和CYP2C9所代謝。主要代謝產物為N-去甲基多西拉明、N,N-二去甲基多西拉明和多西拉敏N-氧化物。透過尿液可消除60%的多西拉敏，其餘的40%經糞便排出。

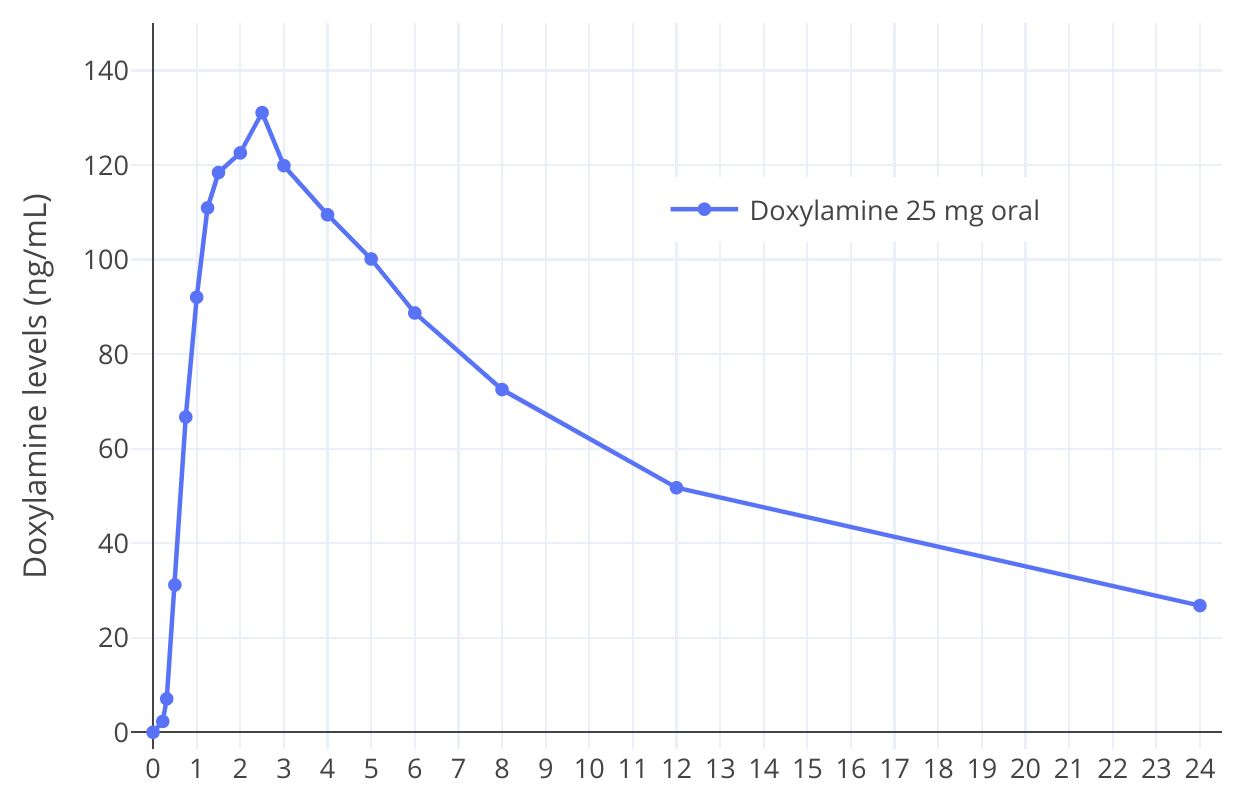
一位健康的志願者於口服一顆23毫克的多西拉敏藥丸後的血藥濃度隨時間的變化。X軸顯示的是服用之後的小時數。

## 化學
多西拉敏是乙醇胺抗組織胺中的一種。其他同組的抗組織胺藥物包括溴苯海拉明、卡比沙明、茶苯海明、奧芬那君和苯托沙明。

## 歷史
多西拉敏是最早一代抗組織胺藥，由Nathan Sperber及其同事合成，並於1948年或1949年首次提出報告。奈奎爾（NyQui） 自1966年以來一直含有這種抗組織胺成分。
商品名為Bendectin的藥物是多西拉敏、吡哆醇和雙環維林（一種抗膽鹼能解痙藥）組成的複方藥，於1956年上市，用於治療孕吐。本產品於1976年重新配製，不再含有雙環維林。此重新配製的產品因製造商擔心與據稱先天性肢體缺陷有關聯，於1983年自願停產。然而此擔憂並未得到研究的支持。2013年，多西拉敏/吡哆醇以Diclegis品牌重新引入美國。該複方藥自1979年以來一直在加拿大銷售，未曾撤出。

## 社會與文化

### 配方
多西拉敏主要以琥珀酸鹽（琥珀酸多西拉敏）形式使用。
- 它是奈奎爾中的鎮靜成分（通常與右美沙芬及乙醯氨酚聯合使用）。
- 在大英國協國家中，如澳大利亞、加拿大、南非和英國，多西拉敏之外，尚添加撲熱息痛（即乙醯氨酚）和可待因製成，商品名為Dolased、Propain Plus、Syndol或Mersyndol，可用於治療緊縮型頭痛和其他類型的疼痛。
- 琥珀酸多西拉敏用於一般非處方安眠藥，品牌為Somnil（南非）、Dozile、Donormyl、Lidène（法國，俄羅斯）、Dormidina（西班牙，葡萄牙）、Restavit、Unisom-2、Sominar（泰國 ）、Sleep Aid（通用名藥物，澳大利亞）和 Dorminox（波蘭）。
- 美國：
  - 琥珀酸多西拉敏是許多不同名稱的非處方安眠藥中的活性成分。
  - 琥珀酸多西拉敏和吡哆醇是Diclegis的成分，於2013年4月獲得FDA批准，成為唯一可用於治療孕吐的藥物，[46]具有A級妊娠安全評級（無風險證據）。
- 加拿大：
  - 琥珀酸多西拉敏和吡哆醇是Diclectin的成分，用於預防孕吐。
  - 它還與吡哆醇和葉酸組合使用，品牌名稱為Evanorm（由Ion Healthcare銷售）。
- 印度
  - 多西拉敏製劑通常與吡哆醇（可能也含有葉酸）組合使用。而導致孕婦的使用受到限制。